# Замок Херстмонсо

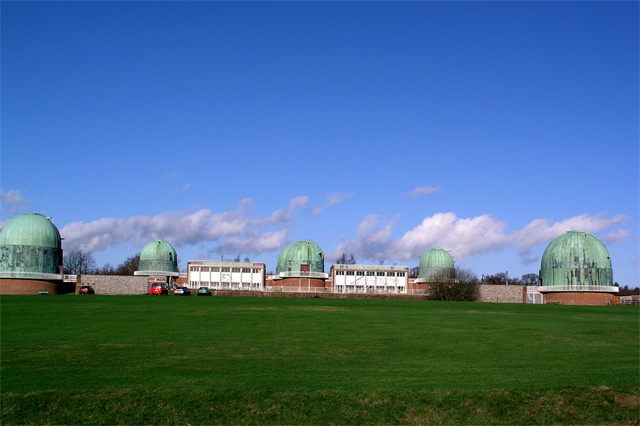
Королевская обсерватория

Замок Херстмонсо (англ. Herstmonceux Castle), сооруженный в XV веке, расположен в 10 км к северо-востоку от Истборна. Это самое старое в Англии крупное сооружение из кирпича. В 1993 году замок был куплен Королевским университетом Канады (университет города Кингстон).